# August Meier (Politiker)
August Meier (* 4. April 1885 in Gernsbach; † 1976) war ein deutscher Kommunalpolitiker (SPD). Er war von 1919 bis 1966 mit einer Unterbrechung während der Zeit des Nationalsozialismus ehrenamtlicher Stadtrat in Nürnberg. 

## Leben und Beruf
Der gelernte Zimmerer war vor 1914 Gewerkschafts- und SPD-Mitglied. 1919 wurde er Geschäftsführer der Nürnberger SPD-Zeitung Fränkische Tagespost und gehörte von 1919 bis 1933 dem Stadtrat in Nürnberg an. Nach der Machtübernahme der Nationalsozialisten kam er in „Schutzhaft“ in das Konzentrationslager Dachau. Nach seiner Entlassung betrieb er ab Juni 1934 einen kleinen Tabakladen. Um ihn bildete sich ein Kreis von Widerständlern, dem unter anderem Josef Simon, Richard Schramm und Lorenz Hagen angehörten. Über Gustav Dahrendorf und Ernst Schneppenhorst stand die Gruppe lose in Verbindung mit der Widerstandsbewegung vom 20. Juli 1944.
Nach Kriegsende übernahm er 1945 den Vorsitz des SPD-Kreisverbandes Nürnberg und war von 1946 bis 1966 erneut Mitglied des Stadtrats. In den Jahren 1945–1947 übte er zudem das Amt des Vorsitzenden des SPD-Bezirks Franken aus. Er trug wesentlich zum Wiederaufbau der Fränkischen Verlagsanstalt und der Fränkischen Tagespost bei.

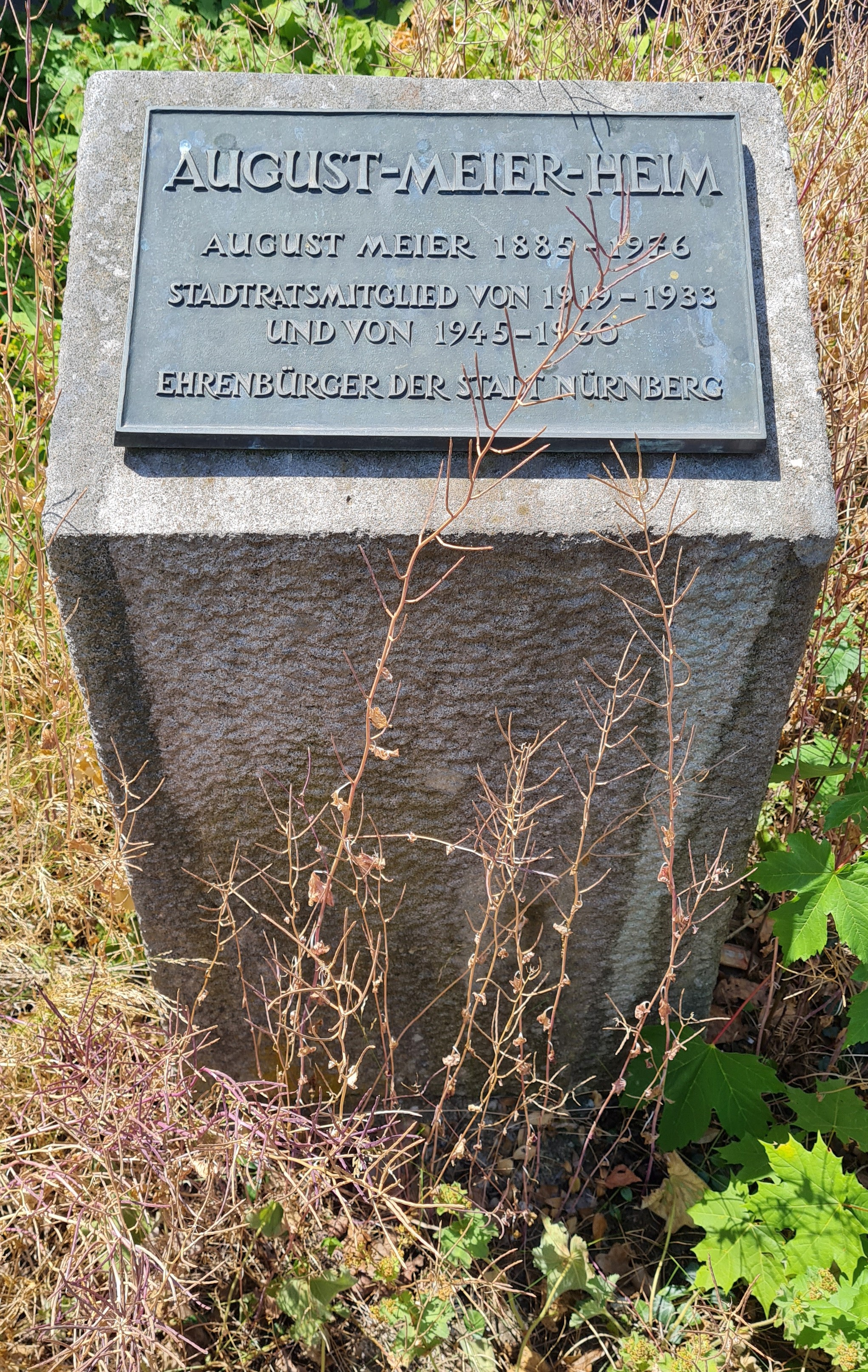
Plakette am August-Meier-Heim

1965 wurde Meier in Nürnberg zum Ehrenbürger ernannt. Mit seinem Tod vererbte er einen Betrag in Höhe von 90.000 DM an das Altenheim an der Regensburger Straße, das seit 1992 seinen Namen trägt.